# Costa Ricas kvindefodboldlandshold
Costa Ricas kvindefodboldlandshold styres af Costa Ricas fodboldforbund. Holdet er et af topholdene i Centralamerikanske region sammen med Guatemala.

## Resultater

### VM
| VM slutspil | VM slutspil            | VM slutspil | VM slutspil | VM slutspil | VM slutspil | VM slutspil | VM slutspil | VM slutspil | VM slutspil |
| År          | Resultat               | GP          | W           | D*          | L           | GF          | GA          | GD          |             |
| ----------- | ---------------------- | ----------- | ----------- | ----------- | ----------- | ----------- | ----------- | ----------- | ----------- |
| 1991        | Deltog ikke            | -           | -           | -           | -           | -           | -           | -           |             |
| 1995        | Deltog ikke            | -           | -           | -           | -           | -           | -           | -           |             |
| 1999        | Deltog ikke            | -           | -           | -           | -           | -           | -           | -           |             |
| 2003        | Kvalificerede sig ikke | -           | -           | -           | -           | -           | -           | -           |             |
| 2007        | Kvalificerede sig ikke | -           | -           | -           | -           | -           | -           | -           |             |
| 2011        | Kvalificerede sig ikke | -           | -           | -           | -           | -           | -           | -           |             |
| 2015        | Gruppespil             | 18.         | 3           | 0           | 2           | 1           | 3           | 4           |             |
| Total       | 1/7                    | -           | 3           | 0           | 2           | 1           | 3           | 4           |             |

*Omfatter kampe vundet på straffespark.

### CONCACAS
| Women's Gold Cup | Women's Gold Cup       | Women's Gold Cup | Women's Gold Cup | Women's Gold Cup | Women's Gold Cup | Women's Gold Cup | Women's Gold Cup | Women's Gold Cup | Women's Gold Cup |
| År               | Resultat               | GP               | W                | D*               | L                | GF               | GA               | GD               |                  |
| ---------------- | ---------------------- | ---------------- | ---------------- | ---------------- | ---------------- | ---------------- | ---------------- | ---------------- | ---------------- |
| 1991             | Gruppespil             | 3                | 1                | 0                | 2                | 2                | 11               | -9               |                  |
| 1993             | Deltog ikke            | -                | -                | -                | -                | -                | -                | -                |                  |
| 1994             | Deltog ikke            | -                | -                | -                | -                | -                | -                | -                |                  |
| 1998             | Tredjeplads            | 5                | 3                | 0                | 2                | 11               | 7                | +4               |                  |
| 2000             | Gruppespil             | 3                | 0                | 1                | 2                | 2                | 18               | -16              |                  |
| 2002             | Fjerdeplads            | 5                | 2                | 0                | 3                | 8                | 14               | -6               |                  |
| 2006             | Kvalificerede sig ikke | -                | -                | -                | -                | -                | -                | -                |                  |
| 2010             | Fjerdeplads            | 5                | 2                | 0                | 3                | 4                | 11               | -7               |                  |
| 2014             | Toer                   | 5                | 4                | 0                | 1                | 10               | 9                | +1               |                  |
| Total            | 6/9                    | 26               | 12               | 1                | 13               | 37               | 70               | -33              |                  |

*Omfatter kampe vundet på straffespark.

## Truppen
Truppen til Torneio Internacional feminino i Manaos (Brasilien).
Kampe og mål er opdateret pr. 9. december 2016
Cheftræner: Amelia Valverde